# Chris Harris (cestista)
Christopher R. Harris, detto Chris (Southampton, 11 agosto 1933 – Dayton, 2 ottobre 2022), è stato un cestista britannico, professionista nella NBA.

## Carriera
È stato selezionato dai Milwaukee Hawks come scelta supplementare al Draft NBA 1955.